# P-群
数学の特に群論において、与えられた素数 p に対する p-準素群（ピーじゅんそぐん、英: p-primary group）あるいは、p-群（ピーぐん、英: p-group）もしくは準素群（じゅんそぐん、英: primary group）とは、任意の元の位数が p の冪になっているようなねじれ群をいう。すなわち p-群において、各元 g は非負整数 n を適当に選べば g の pn-乗が単位元に一致する。
有限群の場合には、それが p-群であることと、その群の位数 (つまり元の個数) が p の冪であることとは同値になる（コーシーの定理 (群論)より）。以下本項においては有限 p-群に関して述べる。無限アーベル p -群の例についてはプリューファー群の項を、また無限単純 p -群の例についてはタルスキのモンスター群の項を参照。

## 性質
有限 p -群の構造について、以下のような多くの事実が知られている。

### p-群の中心は自明でないこと
類等式からすぐに分かる事実のひとつが、非自明な有限 p -群の中心は自明でないことである。
この事実を起点として p -群についての多くの性質が帰納的に導き出される。
たとえば、有限 p -群 G の真部分群 H の正規化群 N は真に H を含む。実際、H =N なる部分群 N が存在すれば中心 Z は正規化群 N に含まれ、したがって H にも含まれるが、このとき H/Z は G/Z における正規化群が N/Z = H/Z に一致する。中心が自明でないことから H/Z は H より位数の小さな反例であり、無限降下法により矛盾が導かれる。この事実の系として、任意の有限 p -群は冪零群であることが分かる。
別の例として、有限 p -群の任意の正規部分群 N と中心 Z との交わりは自明でない。これは G が N に共役として作用するときに固定される元を考えればよい。中心に含まれる任意の部分群は正規ゆえ、先の結果から p -群の任意の極小正規部分群は中心 Z に含まれ、その位数は p となる。実際、有限 p -群のソークルは位数 p の中心元全体からなる Z の部分群になる。
G が p-群ならば G/Z もまた p-群であり、したがってその中心もまた自明でない。G/Z の中心の G における原像は、二次の中心と呼ばれ、以下同様に繰り返して昇中心列が定義される。ソークルに関して先に述べたことを一般化すれば、位数 pn の有限 p-群は 0 ≤ i ≤ n なる各 i に対して位数 pi の正規部分群を含み、また位数 pi の任意の正規部分群は i-次の中心 Zi に含まれる。ある正規部分群が Zi に含まれないならば、その正規部分群と Zi+1 との交わりの位数は pi+1 以上である。

### 自己同型
p-群の自己同型群は十分に研究されている。有限p-群は自明でない中心を持つことから、内部自己同型群は自己同型群の真の商群となり、したがって自明でない外部自己同型群を持つ。G のフラッティーニ部分群を Φ(G) と書けば、G の任意の自己同型は G/Φ(G) 上の自己同型を誘導するが、商群G/Φ(G)は基本アーベル群となり、その自己同型群は一般線型群であるので、非常によく分かっている。 G の自己同型群からこの一般線型群への写像はバーンサイドによって研究されており、その核は p-群であることが分かっている。

## 例
同じ位数の p-群は必ずしも同型でない。たとえば巡回群 C4 とクラインの四元群 V4 はともに位数 4 の 2-群だが、互いに同型でない。
p-群は必ずしも可換でない。たとえば位数 8 の二面体群 Dih4 は非可換である。しかし、位数 p2 の群は必ず可換となる。
二面体群は四元数群および半二面体群とよく似ている面もあるし、まったく似ていない面もある。二面体群、半二面体群、四元数群はいずれも冪零度最大 (maximal class) の 2-群を成す。つまりこれらの群の位数は 2n+1 かつ冪零度 (nilpotency class) は n である。

### 輪冪
位数 p の巡回群の輪冪は p-群の非常に重要な例を与える。位数 p の巡回群をここでは W(1) と書くことにし、W(n) と W(1) との輪積を W(n + 1) として帰納的に定義すれば、W(n) は対称群 Sym(pn) のシロー p-群になる。一般線型群 GL(n, Q) の極大 p-部分群は適当な W(n) の直積の形に分解される。W(n) の位数は k = (pn − 1)/(p − 1) のときの pk で与えられる。またその冪零度は pn−1 であり、その降中心列、昇中心列および降冪-p 中心列、昇冪-p 中心列はすべて一致する。W(n) は位数 p の元で生成されるが、その冪数は pn である。二番目の群 W(2) はさらに冪零度最大の p-群にもなる。このことはその位数が pp+1 であり冪零度が p となることから従う。しかし W(2) は正則 p-群にはならない。位数 pp の群は常に正則となるから、W(2) は正則でない p-群の最小の例にもなっている。

### 一般二面体群
p = 2 かつ n = 2 のとき W(n) は位数 8 の二面体群であるから、ある意味で W(n) は n = 2 のときには二面体群の一般の素数 p への一般化を与えていると理解することができる。しかしこれをより大きな n についての類推とするのは相当でない。それよりはもっと位数 2n の二面体群と類似の群の族が知られているが、それは W(n) よりは構成に手順を要する。まず ζ を 1 の原始 p-乗根となる複素数として、それが生成する円分整数環 Z[ζ] および 1−ζ の生成する素イデアル P を考える。また G を z を生成元とする位数 p の巡回群とする。z が ζ を掛ける操作として作用するときの Z[ζ] と G との半直積 E(p) を作れば、冪 Pn はいずれも E(p) の正規部分群であり、また所期の群の族が E(p, n) = E(p)/Pn で与えられる。この群 E(p, n) は位数 pn+1 かつ冪零度 n であるから、冪零度最大の p-群である。特に p = 2 のとき E(2, n) は位数 2n の二面体群になる。奇素数 p に対して W(2) と E(p, p) はともに冪零度最大の非正則群で位数は pp+1 だが、これらは互いに同型ではない。

### 単三角行列群
同様の一般化として他に基本的な例に一般線型群のシロー部分群がある。n-次元ベクトル空間 V に基底 {e1, e2, …, en} を取り、1 ≤ i ≤ n の各 i について {ei, ei+1, …, en} の張る部分空間を Vi とする。また i > n のとき Vi = 0 と定める。各 1 ≤ m ≤ n に対して V の正則線型変換で各 Vi を Vi+m へ写すもの全体の成す集合 Um は Aut(V) の部分群を成す。V の係数体が Z/pZ ならば U1 は Aut(V) = GL(n, p) のシロー p-部分群であり、降中心列の各項はちょうど Um で与えられる。行列の言葉で書き下せば、 Um は対角線に全て 1 が並び、その一つとなりが上から m − 1 個まで 0 が並ぶような上三角行列の全体である。群 U1 は位数 pn(n−1)/2 かつ冪零度 n で、その冪数は pk となる。ただし、k は n の底 p に対する対数を下回らない最小の整数である。

## p-群の分類
位数の小さなp-群の分類としては、以下が知られている。
- 位数 p の群はただ 1 種類の可換群のみが存在し、それは巡回群 Cp と同型になる。
- 位数 p2 の群はちょうど 2 種類の可換群のみが存在し、それらは Cp2 または Cp × Cp と同型になる。たとえば、位数 4 の 2-群は位数 4 の巡回群 C4 または位数 2 の巡回群の直積 C2 × C2 であるクラインの四元群 V4 と同型になる。
- 位数 p3 の群は 5 種類あり、そのうちの 3 種類は可換、残りの 2 種類は非可換である。
  - 可換なものは Cp3, Cp2 × Cp, Cp × Cp × Cp と同型になる。
  - 非可換なものは p ≠ 2 のときは Cp × Cp の Cp による半直積および Cp2 の Cp による半直積として記述できる。前者は p-元体上の単三角行列全体の成す群 UT(3, p) として述べることもでき、有限ハイゼンベルク群と呼ばれる。p = 2 のときは、これら二種類の半直積はいずれも位数 8 の二面体群 Dih4 に同型で、その代わりもう一つ四元数群 Q8 が加わる。
- 位数 p4 の群は p ≠ 2 のときちょうど 15 種類、p = 2 のときちょうど 14 種類ある。
- 位数 p5 の群はすべて累アーベル群（英語版）である[2]。OEISのA232105も参照。

0 ≤ n ≤ 4 に対する位数 pn の群は群論の歴史の初期において分類が完了していたが、n を大きくするにつれて考察すべき群の数が急激に増えるために、従来の方法でこれらの結果の更なる拡張を推し進めることは困難であることは明らかであったにもかかわらず、実際にこれらの結果の p7 を割る位数の群へ拡張する現代的な研究は既になされている。たとえば (Hall & Senior 1964) は n ≤ 6 のときの位数 2n の群の分類を行っている。
位数による p-群の分類以外の方法として、ホールは有限 p-群を大きな商と部分群に基づく族へ分解してまとめて扱うための概念として群の同質 (英: isoclinism) を用いる方法を提唱した。
まったく異なる分類法として、p-群の余冪零度 (英: coclass)、つまり組成列の長さと冪零度との差を用いるものがある。いわゆる余冪零度予想 (英: coclass conjectures) は、同じ余冪零度を持つ有限 p-群全体の成す集合は有限個の副 p-群の摂動として記述する。この余冪予想は1980年代にリー代数および多冪 p-群 に関連する手法を用いて証明された。

## p-群の遍在性

### 異なる群の中で多くの部分を占めていること
位数 pn の群の同型類の総数は {\displaystyle p^{2/27\,n^{3}+O(n^{8/3})}} 程度の増加であり、それらは二段階冪零群によって支配される。このように増加が急速であることから、「ほとんどすべての有限群が 2-群である」という都市伝説的な予想がある。その意味は、位数が高々 n の群の同型類の中に占める 2-群の同型類の個数の割合は n を無限大に飛ばす極限で 1 になるということである。たとえば位数高々 2000 の群は 49 910 529 484 種類存在するが、そのうちの実に 99% 以上が位数 1024 の 2-群で占められている。

### 一つの群の中に多く存在すること
位数が p で割れる任意の有限群 G はコーシーの定理から得られる位数 p の元が生成する非自明な p-群を含む。また G はシロー p-部分群と呼ばれる可能な限り最大の p-群を含む。すなわち |G| = pkm かつ p は m を割らないとすれば G は位数 pk の部分群 P を含む。シロー p-部分群は一つではないが全て互いに共役であり、G の任意の p-部分群は必ずいずれかのシロー p-部分群に含まれる。

## 群の構造論への応用
p-群は群の構造を理解するための基本的な道具立てのひとつであり、有限単純群の分類においてもそのように扱われている。構造としての p-群は部分群としても剰余群としても生じるのだけれども、たとえば部分群としては与えられた p に対するシロー p-部分群 P（最も位数の大きい p-部分群。一意ではないが全て互いに共役）や p-核 {\displaystyle O_{p}(G)} （唯一の極大正規 p-部分群）などといったようなものがさまざま存在し、また剰余群としては最大剰余 p-群が G を G の p-残余部分群 {\displaystyle O^{p}(G)} で割って得られる。（異なる素数に対する）これらの部分群の間には関連性があり、焦点部分群定理などが成り立って、与えられた群の構造のさまざまな側面を決定することができる。

### 局所構造からの統制
有限群の構造論の多くは、そのいわゆる「局所部分群」（非自明な p-部分群の正規化群）全体のなす構造へ持ち込むことができる。
有限群の大きな基本アーベル部分群はファイト・トンプソンの定理の証明において出てきたような群の統制に力を発揮する。基本アーベル群のある種の中心拡大でエクストラスペシャル群と呼ばれるものは、斜交ベクトル空間に作用する群としての構造を記述するのを助ける。
ブラウアーは、シロー 2-部分群が位数 4 の巡回群二つの直積となるような群を全て分類した。またウォルター、ゴレンシュタイン、ブレンダー、鈴木、グローバーマンなどにより、シロー 2-部分群がアーベル群、二面体群、半二面体群、四元数群となるような単純群の分類が行われた。